# Animaniacs
Animaniacs è una serie animata statunitense ideata da Tom Ruegger. È la seconda serie animata prodotta dalla Amblin Entertainment di Steven Spielberg in associazione con Warner Bros. Animation dopo I favolosi Tiny. Il programma è stato trasmesso per la prima volta su Fox il 10 giugno 1996.
Animaniacs è strutturata come un programma di varietà, con brevi sketch e un grande cast di personaggi. Sebbene il programma non abbia un formato prestabilito, la maggior parte degli episodi è composta da tre brevi mini-episodi, ognuno con un diverso set di personaggi, e segmenti di raccordo. Tra i segni distintivi della serie si ricordano la musica, gli slogan dei personaggi e l'umorismo diretto a un pubblico adulto.
Nel 2020 è stato realizzato un revival omonimo, distribuito negli Stati Uniti su Hulu.

## Concept

### Premessa
I fratelli Warner vivono nel serbatoio idrico a torre del lotto della Warner Bros. a Burbank. Nella sigla iniziale del cartone animato viene raccontata la storia dei tre fratelli Warner: essi sarebbero stati ideati negli anni 30', per poi essere rinchiusi nella torre del serbatoio idrico usata come prigione per aver causato scompiglio negli Studios. Gli eventi della serie sono ambientati idealmente nel momento della loro fuga. Tuttavia, i personaggi della serie hanno avventure in vari luoghi e periodi di tempo. I personaggi di Animaniacs interagiscono con personaggi famosi del passato e del presente, nonché con personaggi mitologici della cultura pop e della televisione contemporanee. Andrea Romano, direttrice del casting e della registrazione di Animaniacs, ha affermato che i fratelli Warner servono per "legare insieme il programma", apparendo e introducendo segmenti di altri personaggi. Ogni episodio di Animaniacs consiste generalmente in due o tre segmenti. I segmenti di Animaniacs variano nella durata, da scenette di raccordo lunghe meno di un minuto a episodi interi; lo sceneggiatore Peter Hastings ha affermato che ciò ha conferito al programma un'atmosfera da "sketch comedy".

### Personaggi

I personaggi principali nella sigla iniziale

Animaniacs ha un grande cast di personaggi, separati in singoli segmenti, con ogni coppia o set di personaggi che agiscono nella propria trama. I fratelli Warner, Yakko, Wakko e Dot, sono tre star dei cartoni animati degli anni trenta rinchiuse nella torre idrica della Warner Bros. fino agli anni novanta, quando fuggono. Dopo la loro fuga interagiscono spesso con i lavoratori dello studio, tra cui Ralph T. Guardia, Otto Scratchansniff, psichiatra dello studio, e la sua assistente Ciao Infermiera. Mignolo e il Prof. sono due topi di laboratorio geneticamente modificati che progettano e tentano continuamente di conquistare il mondo. Vera Peste è una star dei cartoni ottantenne che può facilmente sopraffare i suoi antagonisti e usa le sue astuzie per educare suo nipote, Cocco, sulle tecniche dei cartoni animati. Altri personaggi principali includono Rita e Runt, Bottone e Mindy, Pollo Boo, Flavio e Marita (gli Hip Hippo), Katie Ka-Boom (in italiano Katie la bomba) e un trio di piccioni italo-americani conosciuti come Picciotti.

### Creazione e ispirazione
Lo stile grafico della serie è molto più fumettistico rispetto agli altri lavori della Warner, ed è ispirato ai cartoni animati di Chuck Jones e Tex Avery, ed altri storici disegnatori della Warner e della Metro-Goldwyn-Mayer. Lo stile mischia uno slapstick molto spinto con uno stile parodico-caricaturale, sopra citato. La realizzazione dei vari episodi è stata suddivisa fra i vari studi di animazione di tutto il mondo, come la Startoons, TMS, Wang, Akom e Freelance. Per una serie TV, il grado della grafica e delle animazioni è molto elevato: il disegno è estremamente curato e fluido, i personaggi assai dinamici, i fondali molto dettagliati, fattori che portano ad alti livelli la vena slapstick.
Nel cameo di alcuni episodi sono apparsi i Looney Tunes da Bugs Bunny a Wile E. Coyote e Beep Beep, I favolosi Tiny da Buster e Baby Bunny a Duca Duck accompagnato da Daffy Duck, i supereroi DC Comics come Batman e Robin, il personaggio Freakazoid dell'omonima serie della stessa Amblin Entertainment, e la parodia di alcuni personaggi come Braccio di Ferro e Pisellino, e il neonato della baby-sitter Jeannie inseguito da Tom & Jerry. Nel quarto episodio fa capolino anche Steven Spielberg, il produttore esecutivo della serie stessa.
Wakko appare inoltre nel quindicesimo episodio della già citata serie animata Freakazoid!, in cui discute con Freakazoid e Prof per la preferenza del proprio cartone di Steven Spielberg. Tuttavia, lo stesso produttore domanderà: "E voi chi siete?".

## Episodi
| Stagione         | Episodi | Prima TV USA | Prima TV Italia |
| ---------------- | ------- | ------------ | --------------- |
| Prima stagione   | 65      | 1993-1994    | 10 giugno 1996  |
| Seconda stagione | 4       | 1994         | ?               |
| Terza stagione   | 13      | 1995-1996    | ?               |
| Quarta stagione  | 8       | 1996         | ?               |
| Quinta stagione  | 9       | 1997-1998    | ?               |

## Distribuzione
La serie è stata trasmessa in italiano su RaiDue dal 10 giugno 1996. Il doppiaggio, curato dalla Time Out Cin.ca, è stato diretto da Massimo Giuliani, che ha curato anche la stesura dei dialoghi. L'adattamento italiano dei testi delle canzoni invece è stato curato da Maurizio Piccoli.

## Altri media

### Videogiochi
| Titolo                              | Anno | Piattaforma                              |
| ----------------------------------- | ---- | ---------------------------------------- |
| Animaniacs                          | 1994 | Sega Mega Drive, SNES e Game Boy         |
| Animaniacs Game Pack                | 1997 | Microsoft Windows e Macintosh            |
| Animaniacs: Ten Pin Alley           | 1998 | PlayStation                              |
| Animaniacs: A Gigantic Adventure    | 1999 | Microsoft Windows                        |
| Animaniacs: Splat Ball              | 1999 | Microsoft Windows                        |
| Animaniacs: The Great Edgar Hunt    | 2005 | Nintendo Game Cube, Xbox e PlayStation 2 |
| Animaniacs: Lights, Camera, Action! | 2005 | Game Boy Advance e Nintendo DS           |

### Film
La serie è stata seguita nel 1999 da un film direct-to-video intitolato Wakko's Wish.

### Revival
Un revival omonimo della serie è stato annunciato da Hulu a gennaio 2018, con due stagioni prodotte in collaborazione con Amblin Television e Warner Bros. Animation e distribuite a partire dal 2020. La prima stagione di 13 episodi è stata pubblicata in streaming su Hulu il 20 novembre 2020 mentre la seconda il 5 novembre 2021 e la terza e ultima stagione il 17 febbraio 2023.